# Dolton Records
Dolton Records war eine US-amerikanische in Seattle ansässige Schallplattenfirma auf dem Popmusiksektor. Sie bestand von 1959 bis 1967.

## Geschichte

Erste Single:
Dolphin 1

1959 gründeten der Schallplatten-Produzenten Bob Reisdorff und die Sängerin Bonnie Guitar in Seattle die Schallplattenfirma namens Dolphin. Anlass war Reisdorffs Engagement für das junge Gesangstrios The Fleetwoods, dem er eine kommerzielle Plattform schaffen wollte. Für die Plattenlabels wurde die Farbe Hellblau gewählt, als Logo dienten drei stilisierte Delfine (Dolphin = dt. Delfin). Am 18. Februar 1959 produzierte Reisdorff mit den Fleetwoods die ersten Dolphin-Single in den Joe Boles Studios in Seattle mit den Titeln Come Softly to Me / I Care So Much. Der Song Come Softly to Me entwickelte sich zu einem Tophit und erreichte am 13. April 1959 Platz 1 in den Billboard Hot 100. Dadurch rückte das Label Dolphin in den Blick der Öffentlichkeit, und es meldete sich die Plattenfirma Laurie, die die Namensrechte an Dolphin für seine bereits bestehende Tochterfirma geltend machte. Daraufhin wurde Reisdorffs Firma in Dolton Records umbenannt, noch 1959 erschien die dritte herausgebrachte Platte bereits unter dem neuen Namen (Graduation's Here / Oh Lord, Let It Be – ebenfalls mit den Fleetwoods). Das Aussehen des Plattenlabels wurde nur geringfügig geändert, der Schriftzug Dolphin wurde durch Dolton ersetzt.
Miteignerin Bonnie Guitar veröffentlichte bei ihrer eigenen Firma nur zwei Titel, Candy Apple Red / Come to Me, I Love You, die jeweils auf zwei verschiedenen Singles (Katalog-Nr. 10 und 19) veröffentlicht wurden. Sie war bereits durch einen Plattenvertrag bei Dot Records gebunden. Zunächst blieben die Fleetwoods das Zugpferd, die sich auch mit den nachfolgenden Platten unter den Top 40 platzieren konnten. Mit Mr. Blue erreichten sie noch einmal Platz 1. 1960 veröffentlichte die Rockband The Ventures ihre erste Single bei Dolton, und deren Titel Walk, Don't Run eroberte Platz 2 bei den Hot 100. Bis zum Ende des Dolton-Labels waren die Ventures dort die erfolgreichsten Interpreten. Ab 1961 gesellte sich als Solosänger Vic Dana hinzu, der ebenfalls 15 Hot-100-Erfolge beisteuerte. Darüber hinaus veröffentlichte Dolton wenig bekannte Interpreten der Nordwestregion der Vereinigten Staaten. Lediglich mit Peggi Griffith hatte man eine bereits vorher erfolgreiche Sängerin unter Vertrag.

Dolton = Tochter von Liberty

Im Laufe seines Bestehens änderte Dolton Records mehrfach seine Plattenlabels. 1961 wurde der Dolton-Schriftzug in eine vergrößerte Delfingrafik aufgenommen. 1963 rückte das Labellogo an den linken Rand, die drei Delfine schwammen nun im Wasser, darüber der mehrfarbige Firmenname. Die Labels enthielten nun den Hinweis, dass Dolten ein Geschäftsbereich von Liberty Records sei. Reinsdorff hatte seine Plattenfirma an Liberty verkauft. Im Laufe des Jahres 1964 wurde die Katalog-Nummerierung geändert, nach der Nr. 99 folgte 300. Ab 1965 verschwanden die Delfine vom Plattenlabel, sie wurden ersetzt durch ein großes schwarz-rotes D mit der Unterschrift „DOLTON - A PRODUCT OF LIBERTY RECORDS“. Reinsdorf war inzwischen von Liberty als Chef der britischen Dependance nach London geschickt worden.
1967 erschien unter der Katalog-Nummer 327 die letzte Dolton-Platte, es war die Fleetwoods-Single Mr. Blue / You Mean Everything to Me. Anschließend liquidierte Liberty seine Tochterfirma. Nur die Dolton-Stars Ventures und Fleetwoods wurden von Liberty übernommen. In den neun Jahren seines Bestehens hat das Dolton-Label über 400 Singles und mehr als 50 Langspielplatten herausgebracht. 19 Titel konnten sich in den Top-50-Hitlisten platzieren, 19 Langspielplatten kamen ebenfalls unter die Top 50.

## Dolton Records – Top 50
| Kat.-Nr.                | Interpreten    | Titel                             | Jahr | Rang |
| ----------------------- | -------------- | --------------------------------- | ---- | ---- |
| Singles                 |                |                                   |      |      |
| 01                      | The Fleetwoods | Come Softly To Me                 | 1959 | 1.   |
| 03                      | The Fleetwoods | Graduation's Here                 | 1959 | 39.  |
| 05                      | The Fleetwoods | Mr. Blue                          | 1959 | 1.   |
| 015                     | The Fleetwoods | Outside My Window                 | 1960 | 28.  |
| 022                     | The Fleetwoods | Runaround                         | 1960 | 23.  |
| 025                     | The Ventures   | Walk, Don't Run                   | 1960 | 2.   |
| 028                     | The Ventures   | Perfidia                          | 1960 | 15.  |
| 040                     | The Fleetwoods | Tragedy                           | 1961 | 10.  |
| 045                     | The Fleetwoods | The Great Imposter                | 1961 | 30.  |
| 032                     | The Ventures   | Ram-Buck-Shush                    | 1961 | 29.  |
| 048                     | Vic Dana       | Little Altar Boy                  | 1961 | 45.  |
| 062                     | The Fleetwoods | Lovers By Night, Strangers By Day | 1962 | 36.  |
| 075                     | The Fleetwoods | Goodnight My Love                 | 1963 | 32.  |
| 081                     | Vic Dana       | More                              | 1963 | 42.  |
| 092                     | Vic Dana       | Shangri-La                        | 1964 | 27.  |
| 096                     | The Ventures   | Walk - Don't Run '64              | 1964 | 8.   |
| 300                     | The Ventures   | Slaughter On 10th Avenue          | 1964 | 35.  |
| 304                     | Vic Dana       | Red Roses for a Blue Lady         | 1965 | 10.  |
| 319                     | Vic Dana       | I Love You Drops                  | 1966 | 30.  |
| Stereo-Langspielplatten |                |                                   |      |      |
| 8003                    | The Ventures   | Walk Don't Run                    | 1960 | 11.  |
| 8006                    | The Ventures   | Another Smash                     | 1961 | 39.  |
| 8010                    | The Ventures   | Twist With The Ventures           | 1962 | 24.  |
| 8014                    | The Ventures   | The Ventures' Twist Party         | 1962 | 40.  |
| 8016                    | The Ventures   | Mashed Potatoes and Gravy         | 1962 | 45.  |
| 8019                    | The Ventures   | The Ventures Play Telstar         | 1963 | 8.   |
| 8022                    | The Ventures   | Surfing With The Ventures         | 1963 | 30.  |
| 8024                    | The Ventures   | Let's Go                          | 1963 | 30.  |
| 8027                    | The Ventures   | The Ventures In Space             | 1964 | 27.  |
| 8029                    | The Ventures   | The Fabulous Ventures             | 1964 | 32.  |
| 8031                    | The Ventures   | Walk Don't Run (2)                | 1964 | 17.  |
| 8033                    | The Ventures   | The Ventures Knock Me Out         | 1965 | 31.  |
| 8034                    | Vic Dana       | Red Roses For A Blue Lady         | 1965 | 13.  |
| 8035                    | The Ventures   | The Ventures On Stage             | 1965 | 27.  |
| 8037                    | The Ventures   | The Ventures A Go-Go              | 1965 | 16.  |
| 8040                    | The Ventures   | Where The Action Is               | 1966 | 33.  |
| 8042                    | The Ventures   | The Ventures                      | 1966 | 42.  |
| 8045                    | The Ventures   | Go With The Ventures              | 1966 | 39.  |
| 8047                    | The Ventures   | Wild Things                       | 1966 | 33.  |